# Roncer Kipkorir Konga
Roncer Kipkorir Konga (* 16. Dezember 1994) ist ein kenianischer Leichtathlet, der sich auf den Langstreckenlauf spezialisiert hat.

## Sportlicher Werdegang
Roncer Kipkorir Konga bestreitet vor allem Rennen im Straßenlauf und 2021 beim Trabzon-Halbmarathon sowie beim Izmir10K. 2023 siegte er beim Paris-Halbmarathon in 59:38 min sowie beim Prag-Halbmarathon in 59:43 min. Zudem siegte er beim Buenos Aires-Halbmarathon mit neuer Bestleistung von 59:08 min. Im Jahr darauf gewann er bei den Afrikameisterschaften in Douala in 28:52,94 min die Bronzemedaille im 10.000-Meter-Lauf hinter den Äthiopiern Nibret Melak und Gemechu Dida. 
2024 wurde Konga kenianischer Meister im 10.000-Meter-Lauf.

## Persönliche Bestzeiten
- 10.000 Meter: 28:33,03 min, 22. Mai 2024 in Nairobi
- 10-km-Straßenlauf: 28:43 min, 11. April 2021 in Izmir
- Halbmarathon: 59:08 min, 27. August 2023 in Buenos Aires